# Distrito de Chipurana
El Distrito peruano de Chipurana es uno de los 14 distritos de la Provincia de San Martín, ubicada en el Departamento de San Martín, perteneciente a la Región San Martín.

## Geografía
La capital se encuentra situada a 195 m s. n. m.